# Puskás Tivadar Híradó Bajtársi Egyesület
A Puskás Tivadar Híradó Bajtársi Egyesület a magyar honvédség híradó szolgálatának nyugállományú és jelenlegi tagjaiból álló hagyományőrző egyesület. 1998 őszén alakult, 2015-ben taglétszáma 260 fő körüli. Célja a hazafiasság eszméjének ápolása, megemlékezés a nemzeti sorsfordulókról, a szolgálat korábbi kiemelkedő tagjairól, a híradó szolgálat hagyományainak, munkakultúrájának ápolása, szellemi és tárgyi emlékeinek megőrzése. Az egyesület törekszik a híradó közösség összetartására, a bajtársi szellem fenntartására. Támogatja a jövő fiatal híradó generációjának hazafias honvédelmi nevelését.

## Története
Az egyesület 1998. október 29-én alakult meg. Első fővédnöke a Honvéd Vezérkar akkori Híradó Csoportfőnöke, Farkas György ezredes lett. A honvédségen belüli szervezeti változások miatt a 2015-ben érvényes alapszabály szerint a mindenkori fővédnök a Magyar Honvédség hivatásos állományába tartozó legmagasabb beosztású, híradó szakképzettséggel rendelkező vezető. Tiszteletbeli elnöknek Kelenhegyi Emil nyugállományú dandártábornokot választották.
A szervezet első elnöke Dr. Lindner Miklós nyugállományú vezérőrnagy lett.
Budapest XVIII. kerületi önkormányzata 2006-ban emlékzászlót adományozott az Egyesületnek.
2015-ben az egyesület elnöke a 2012-ben megválasztott Prof. Dr. Rajnai Zoltán mérnök ezredes, aktív állományú katonatiszt. 
Az egyesület folyóirata a Puskás Híradó, 2002 óta félévente jelenik meg. A folyóirat 2012-ig megjelent számai az interneten is elérhetők.
A Puskás Tivadar Híradó Bajtársi Egyesület félévente tart közgyűlést. A 2015. április 23-i találkozón a közgyűlési napirend előtt technikai bemutatót tartottak a Digitális katona címmel a mai katonák harctéri kommunikációs lehetőségeiről, beleértve magyar fejlesztésű eszközöket. Ezután megemlékeztek Molnár János ezredesről, a honvédség egykori híradófőnökéről, születésének 90. évfordulója alkalmából.